# Шоссе 70 (Израиль)
Шоссе 70 (ивр. כביש 70‎ , англ. Highway 70) — израильское шоссе, национальная автомагистраль, которая начинается у развязки Ягур и продолжается на север через долину Звулон у подножия гор Западной Галилеи и служит продольной осью страны, параллельной северному побережью Израиля и шоссе 4, которое проходит ближе к побережью. Протяженность шоссе составляет 43,3 километра. Дорога заканчивается на перекрёстке Ханита в районе Шломи. Между развязкой Гваот-Алоним и развязкой Сомех шоссе 70 имеет общий участок с шоссе 6, и, как следствие, на этом участке дорога определяется как автомагистраль.

## История дороги
До ноября 2018 года шоссе 67 (участок между развязками Зихрон-Яаков и Эйн-Тут) также являлось участком шоссе 70, но с ноября 2018 года номер участка был изменен на 67. До ноября 2018 года участок шоссе 722 в районе Йокнеама — Тишби также был частью шоссе 70, как и участок шоссе 6 от перекрёстка Тель-Кашиш до перекрёстка ха-Амаким и участок от развязки Эйн-Тут до Йокнеама.
Участок от Зихрон-Яакова до перекрестка ха-Амаким существовал даже во времена британского мандата.
В 1935 году участок от Зихрон-Яакова до посёлка Бат-Шломо был заасфальтирован, а в 1938 году было принято решение о его ремонте.
В 1937 году рассматривалась возможность включения дороги от Зихрон-Яакова до Йокнеама в шоссе Тель-Авив-Хайфа, но в итоге был выбран маршрут Атлит вдоль побережья. Комиссия Пиля отклонила требование евреев включить дорогу Вади-Ара в еврейское государство. В августе 1946 года компания «Эгед» начала обслуживать автобусные перевозки по шоссе 70. Вдоль дороги располагались еврейские посёлки Шфайя, Бат-Шломо и Эйн-ха-Эмек, что обеспечивало определенный уровень безопасности для путешественников по маршруту, по сравнению с шоссе 65, которое считалось более опасным для евреев. Во время Войны за независимость, еврейское движение в Хайфу осуществлялось по шоссе 70 вместо шоссе 4. В 1960-х годах, когда в Вади-Ара ремонтировалось шоссе 65, транспортный поток в Галилею перемещался по шоссе 70. В конце 1967 года было принято решение о расширении дороги. В 1968 году западная часть дороги была закрыта для проведения работ. Позже через дорогу в районе Бат-Шломо был построен пешеходный мост.
Южный участок шоссе 70 от Зихрон-Яакова до Йокнеама и перекрёстка ха-Амаким был реконструирован в июле 1972 года. Дорога должна была открыться в декабре 1973 года, но была открыта в октябре 1973 года, в разгар войны Судного дня, и использовалась Армией обороны Израиля для переброски войск на Голанские высоты. Северный участок шоссе, от Ягура до Тамры, был открыт в 1979 году.
В конце 1990-х годов шоссе была расширено до двухполосного на участке от перекрестка Фурейдис до Тамры, а перекрестки Бат-Шломо и Эльяким были преобразованы в развязки. В 2009 году участок перекрестка Тамра-Явор также был расширен до двух полос. Участок 18 шоссе 6, открытый для движения 20 июля 2009 года, соединяет шоссе 65 с шоссе 70 от развязки Эйн-Тут до развязки Эльяким. В 2011 году была открыта транспортная развязка Сомех, которая заменила существующий перекрёсток на пересечении с шоссе 6 и шоссе 79.